# Bartolomé Mitre
Bartolomé Mitre Martinez, född den 26 juni 1821 i Buenos Aires, död där den 19 januari 1906, var en argentinsk statsman författare och landets president mellan 1862 och 1868. Han anses att vara en av det moderna federala Argentinas grundare.

## Bakgrund och privatliv
Mitre är född i Buenos Aires år 1821. Han familj var av grekisk härkomst och dess ursprungliga efternamn var Mitropoulos. Mitre själv kunde också flytande grekiska.
År 1841 gifte Mitre sig med Delfina Vedia från Uruguay. Paret fick sitt första barn två år senare.

## Politisk karriär
Under oroligheter och interna strider i Argentina under 1850-talet företrädde Mitre en liberal linje och bekämpade federalisterna och Juan Manuel de Rosas vilket tvingade honom till exil. Han försörjde sig som journalist och soldat i Uruguay, Bolivia, Peru och Chile. Efter Rosas fall återvände Mitre till Buenos Aires och ledde en revolt mot Justo José de Urquizas federala ledarskap. Efter Buenos Aires återförening med Argentina inledde han en politisk karriär och blev 1862 vald till Argentinas president.
Som president förenade Mitre undervisningen på andra stadiet och grundade nya skolor i flera provinser. Också märkbara järnvägsprojekt börjades under Mitres administration.
Då Paraguay förklarade kriget 1864 ledade Mitre argentinska trupper inom en allians av Argentina, Brasilien och Uruguay. Mitre lämnade andra presidentens ansvar tills januari 1868 för att fungera som överbefälhavare.
Efter sitt presidentskap valdes Mitre till senaten där han kämpade för  medelklass. År 1874 kandiderade Mitre i presidentvalet men blev inte invald. Han ansåg dock att valet var ohederligt och sedan ledde ett misslyckat uppror mot regeringen. Mitre planerade att kandidera igen år 1891 men hoppade senare av kampanjen för att kunna stödja konservativa partiet.

## Som kulturperson och sista år
År 1870 grundade Mitre tidningen La Nación som utkommer fortfarande idag.
Mitre var en produktiv författare som skrev poesi, prosa och historisk facklitteratur. Han översatte också utländsk litteratur (bl.a. Dantes texter) till spanska. Mitre var också med i att grunda Argentinas historiska akademi.
De två senaste år av sitt liv led Mitre av en seriös sjukdom. Han avled år 1906. Han ligger begravd på Cementerio de La Recoleta i Buenos Aires.